# Мізерний Мартин Васильович
Мізерний Мартин-Василь (псевдо: «Валічак», «Рен», «477»; 26 лютого 1910, с. Вербів, Королівство Галичини та Володимирії, Австро-Угорщина — 24 серпня 1949, Львівська область) — сотник та майор УПА (посмертно), командир тактичного відтинка УПА ТВ-26 «Лемко» (11.1945 — літо 1947).

## Біографія
Народився в с. Вербів  (нині Підгаєцька міська громада, Тернопільський район, Тернопільська область) в родині Василя та Анастасії Мізерних. Навчався у Рогатинській українській гімназії ім. Володимира Великого. Служив у Польській армії. Політичний в'язень в 1931-34 роках, навчання у Празі. Активний учасник товариства «Просвіта», «Пласту», член ОУН з 1937 р. 1939 року — командир чоти «Карпатської Січі», учасник боїв в Карпатській Україні. Вояк Українського легіону (Військовий відділ націоналістів) в 1939. За дорученням ОУН з 1940 був окружним комендантом української поліції в Сяноку. В березні 1944 року заарештований гестапо за зв'язок з ОУН, засуджений до смертної кари. 27 липня 1944 втікає з гестапівської тюрми у Кракові.
Після втечі з гестапо, йде до УПА, де отримує звання хорунжого і очолює перший курінь ВО «Сян», сформований у серпні 1944 на пограниччі Лемківщини і Бойківщини. Наприкінці серпня разом із своїм куренем «Рен» вирушає на вишкільний табір в Закарпаття. Керівником тієї школи був сам «Рен», а викладачами були «Лісовий», «Крісовий», «Жайворонок», «Олег» та інші.
На початку вересня 1944 р. відбувся тригодинний бій з відступаючим угорським батальйоном (400 осіб) на Ужоцькому перевалі. Внаслідок бою, угорці підійняли білий прапор і були повністю роззброєні повстанцями.
Наприкінці вересня 1944 року, Мізерний отримав наказ рухатися в запілля Червоної Армії, уникаючи боїв із нею.
25 вересня курінь «Рена», разом із іншими повстанським підрозділами, рушили на схід в напрямку Станіслава, цей рейд увійшов в історію УПА, під назвою «Карпатський».
29 вересня 1944 під час перебування куреня  Мізерного в Лавочному, яке вже було залишено угорським військом, але ще не захоплено більшовиками, партизани раптово зазнали мінометного обстрілу з боку угорців, внаслідок чого кілька упівців отримали поранення. У відповідь «Рен» відразу направив угорцям делегацію з білим прапорцем для ведення переговорів. Угорці вибачилися за інцидент, зазначивши, що помилково прийняли загін УПА за більшовиків.
В ніч з 17 на 18 жовтня 1944 року, курінь «Рена» здійснив напад на станицю НКВС в містечку Перегінську. Під час атаки загинуло двоє повстанців та кілька було поранено, дані про втрати ворога були засекречені. Наприкінці жовтня 1944 року Василь Мізерний отримав наказ повертатися разом зі своїм куренем в Західні Карпати на Лемківщину. В грудні 1944 року отримує звання поручика.
В листопаді 1945 Мізерного призначено командиром ТВ-26 "Лемко". Цей відділ відповідав за південно-східні райони Закерзоння, Перемишльський та Ярославський повіти. На території цього ТВ були два курені, — «Рена» та «Байди» і дві самостійні сотні «Лиса» і «Смирного». До куреня «Рена» входили сотні: «Стяга», «Гриня», «Бродича» і «Біра». До куреня «Байди» входили сотні: «Бурлаки», «Громенка», «Ластівки» і «Крилача». В січні 1946 року В. Мізерний отримав звання сотника. Брав участь в організації підстаршинської школи.
Влітку 1947 року в запеклих боях на чолі 3-х сотень пробивається на територію України. Протягом літа 1948 проходить спецвишкіл на Дрогобиччині. У 1949 р. за дорученням Головного військового штабу (ГВШ) УПА йде з матеріалами на Захід до ЗП УГВР. 24 серпня у сутичці з НКВД біля с. Либохора, Турківського району був важко поранений і щоб не здатися у полон застрелився. Підвищений до майора з датою смерті. В 1994 р. перепохований в с. Яблунів, Турківського району.

## Нагороди
- Згідно з Виказом відзначених УПА-Захід від 1.09.1946 р. поручник УПА, командир тактичного відтинку 26 «Лемко» Василь Мізерний – «Рен» нагороджений Бронзовим хрестом бойової заслуги УПА.[11]

## Вшанування пам'яті
- 24.08.2018 р. від імені Координаційної ради з вшанування пам'яті нагороджених Лицарів ОУН і УПА у с. Золота Слобода Козівського р-ну Тернопільської обл. Бронзовий хрест бойової заслуги УПА (№ 071) переданий Василю Мізерному, племіннику Мартина Мізерного — «Рена».